# Obreck
Obreck és un municipi francès, situat al departament del Mosel·la i a la regió del Gran Est. L'any 2007 tenia 53 habitants.

## Demografia

### Població
El 2007 la població de fet d'Obreck era de 53 persones. Hi havia 16 famílies, de les quals 4 eren unipersonals (4 homes vivint sols), 4 parelles sense fills, 4 parelles amb fills i 4 famílies monoparentals amb fills.
La població ha evolucionat segons el següent gràfic:
Habitants censats

### Habitatges
El 2007 hi havia 23 habitatges, 20 eren l'habitatge principal de la família, 1 era una segona residència i 2 estaven desocupats. 19 eren cases i 3 eren apartaments. Dels 20 habitatges principals, 15 estaven ocupats pels seus propietaris, 4 estaven llogats i ocupats pels llogaters i 1 estava cedit a títol gratuït; 3 tenien tres cambres, 1 en tenia quatre i 16 en tenien cinc o més. 15 habitatges disposaven pel capbaix d'una plaça de pàrquing. A 10 habitatges hi havia un automòbil i a 10 n'hi havia dos o més.

### Piràmide de població
La piràmide de població per edats i sexe el 2009 era:
| Homes | Edats   | Dones |
| ----- | ------- | ----- |
| 0     | 95 o +  | 0     |
| 0     | 90 a 94 | 0     |
| 0     | 85 a 89 | 0     |
| 0     | 80 a 84 | 0     |
| 4     | 75 a 79 | 4     |
| 0     | 70 a 74 | 4     |
| 0     | 65 a 69 | 0     |
| 0     | 60 a 64 | 0     |
| 0     | 55 a 59 | 0     |
| 4     | 50 a 54 | 0     |
| 0     | 45 a 49 | 4     |
| 0     | 40 a 44 | 0     |
| 4     | 35 a 39 | 4     |
| 0     | 30 a 34 | 0     |
| 0     | 25 a 29 | 0     |
| 0     | 20 a 24 | 0     |
| 0     | 15 a 19 | 4     |
| 0     | 10 a 14 | 0     |
| 0     | 5 a 9   | 4     |
| 8     | 0 a 4   | 0     |

## Economia
El 2007 la població en edat de treballar era de 31 persones, 24 eren actives i 7 eren inactives. De les 24 persones actives 21 estaven ocupades (11 homes i 10 dones) i 3 estaven aturades (2 homes i 1 dona). De les 7 persones inactives 3 estaven jubilades, 2 estaven estudiant i 2 estaven classificades com a «altres inactius».
Activitats econòmiques
Dels 3  establiments que hi havia el 2007, 1 era d'una empresa de serveis, 1 d'una entitat de l'administració pública i 1 d'una empresa classificada com a «altres activitats de serveis».
L'únic servei als particulars que hi havia el 2009 era una perruqueria.
L'any 2000 a Obreck hi havia 3 explotacions agrícoles que ocupaven un total de 417 hectàrees.

## Poblacions més properes
El següent diagrama mostra les poblacions més properes.